# Liszkowo (Litwa)
Liszkowo (lit. Liškiava) – wieś na Litwie, w okręgu olickim, w rejonie orańskim, na lewym brzegu Niemna, 9 km od Druskienik. W 2011 roku liczyła 57 mieszkańców.
Do około 1800 roku miasto. Niemen był granicą III rozbioru Polski. Kościół i klasztor dominikanów usytuowane na wysokim, lewym brzegu rzeki znalazły się wówczas w zaborze pruskim.
1 grudnia 2000 roku w Liszkowie odbyło się spotkanie prezydentów Polski i Litwy.

## Zabytki

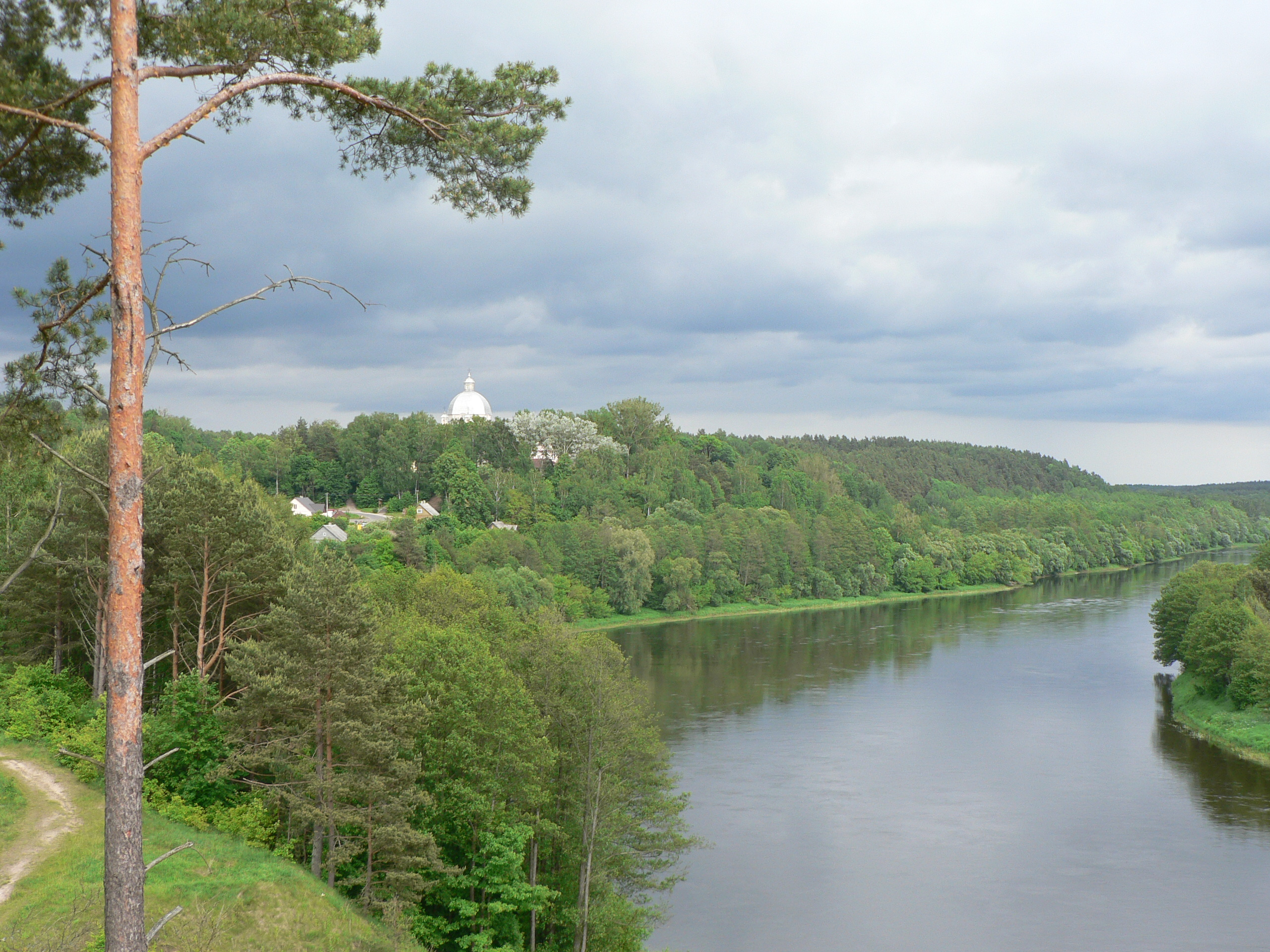
Liszkowo nad Niemnem

Na lewym brzegu Niemna znajduje się Góra Zamkowa z grodziskiem z resztkami zamku. Gród funkcjonował w tym miejscu od III wieku p.n.e. do IX wieku n.e. W XI wieku miał tu powstać nowy gród – Nowogródek – siedziba i miejsce koronacji księcia Mendoga. Na początku XV wieku książę Witold polecił zbudować tu murowany zamek, z którego do naszych czasów ocalało przyziemie okrągłej wieży o średnicy 11,5 metra i grubości 3,5 m. Duży wykop pod inną wieżę znajduje się w odległości 27 m od niej, ale jej budowy zaniechano, przypuszczalnie po klęsce Zakonu Krzyżackiego w Bitwie pod Grunwaldem, co oddaliło zagrożenie najazdami tych terenów. Obok wznosi się Góra Kościelna, na której istniał kamienny kościół, z którego pozostały jedynie fundamenty budynku.
We wsi mieści się kościół i klasztor (podominikański) ufundowany w końcu XVII wieku przez Jerzego Kosiłłę, który sprowadził tu dominikanów z Sejn. W 1796 roku Prusacy zamknęli klasztor i zamienili go na więzienie dla księży. W 1836 roku w klasztorze zorganizowano dom poprawczy dla tzw. księży zdrożnych z Królestwa Polskiego. Kiedy więzienie przeniesiono na Św. Krzyż w klasztorze umieszczono bibliotekę, a po II wojnie – szkołę średnią. Kościół w 1812 roku zamieniono na parafialny. Obecnie w klasztorze urządza się muzeum oo. dominikanów. Kościół pw. św. Trójcy zbudowano w latach 1704–1741 (wzorowany na kościele sakramentek z warszawskiego Nowego Miasta). Kościół został wzniesiony na planie krzyża greckiego. Posiada rokokowe wnętrze. W jednym z bocznych ołtarzy znajduje się łaskami słynący obraz Matki Boskiej. Przed kościołem stoi kolumna z początku XIX wieku, na której umieszczono drewnianą, ludową rzeźbę św. Agaty z XVIII wieku. Naprzeciwko klasztoru usytuowany jest dwukondygnacyjny spichlerz z początku XVIII wieku. Nieopodal zespołu kościelno-klasztornego mieści się cmentarz katolicki z nagrobkami z XIX wieku. Na cmentarzu znajdują się między innymi groby marszałka szlachty powiatu trockiego Seweryna Romera (1820-1885) oraz Teodory Romerowej (1820-1901).